# Mukhlisa Bubi
Möxlisä Bubıy (1869-1937) est une juge tatare, première femme du monde à être élue cadi dans l'histoire moderne en 1917. 
Elle est proche du jadidisme. Bubi crée la première école pour filles du Tatarstan, et s'engage en faveur de l'éducation des femmes. Elle est tuée par les services secrets sous le gouvernement de Joseph Staline.